# Ново (Вачский район)
Но́во — деревня в Вачском районе Нижегородской области России. Входит в состав Казаковского сельсовета.